# Apocephalus cingulatus
Apocephalus cingulatus är en tvåvingeart som beskrevs av Borgmeier 1961. Apocephalus cingulatus ingår i släktet Apocephalus och familjen puckelflugor. Inga underarter finns listade i Catalogue of Life.